# Spechtensee

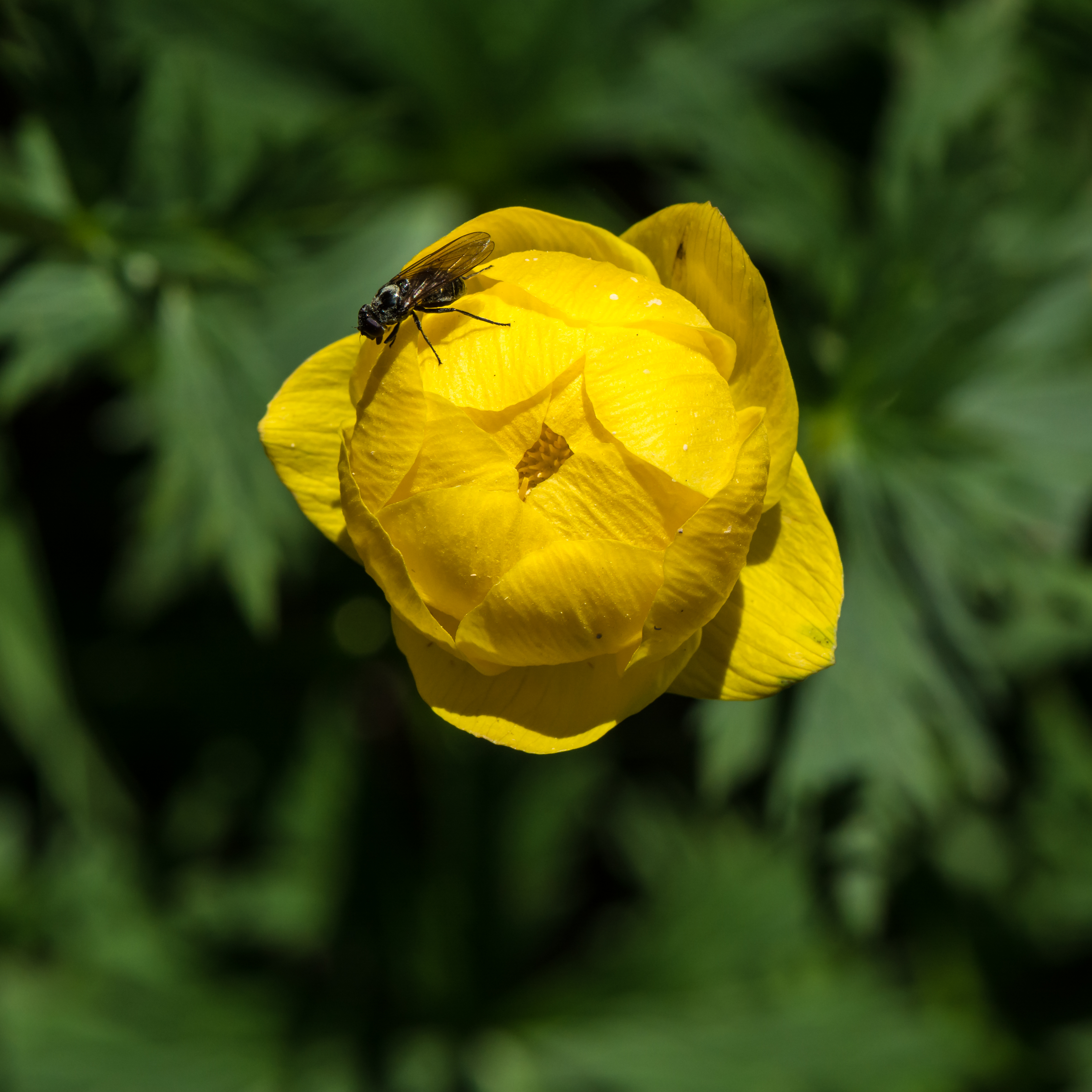
Un trolle d'Europe sur lequel se promène un Brachycera à côté du Spechtensee. Juin 2015.

Le Spechtensee est un lac autrichien d'une superficie de 3,5 hectares qui se trouve au sud du massif mort, dans le land de Styrie.

## Source de la traduction
- (en) Cet article est partiellement ou en totalité issu de l’article de Wikipédia en anglais intitulé « Spechtensee » (voir la liste des auteurs).